# Bielawy (Powiat Łowicki)
Bielawy ist ein Dorf und Sitz der gleichnamigen Gemeinde im Powiat Łowicki der Woiwodschaft Łódź, Polen.

## Gemeinde
Zur Landgemeinde Bielawy gehören 39 Ortsteile mit einem Schulzenamt:
Bielawska Wieś
Bielawy
Bogumin
Borów
Borówek
Brzozów
Chruślin
Drogusza
Emilianów
Gaj
Gosławice
Helin
Janinów
Leśniczówka
Łazin
Marianów
Marywil
Oszkowice
Piaski Bankowe
Piotrowice
Przezwiska
Psary
Rulice
Seligi
Skubiki
Sobocka Wieś
Sobota
Stare Orenice
Stare Piaski
Stary Waliszew
Traby
Trzaskowice
Walewice
Waliszew Dworski
Wojewodza
Wola Gosławska
Zakrzew
Zgoda
Żdżary
Weitere Ortschaften der Gemeinde sind Borów (osada), Mroga, Psary (osada), Sobota (osada), Stanisławów (gajówka), Stanisławów (leśniczówka) und Walewice (osada).